# Thomas Chastain
Pour les articles homonymes, voir Chastain.
Thomas Chastain, né le 17 janvier 1921 à Sydney en Nouvelle-Écosse, au Canada, et mort le 1er septembre 1994 à New York, est un écrivain américain, auteur de roman policier.

## Biographie
Thomas Chastain est né au Canada, mais grandit aux États-Unis. Il fréquente l'université Johns-Hopkins et travaille à Baltimore, dans le Maryland, et à New York, à partir de 1958, pour des journaux, des magazines et dans la publicité.
Il publie son premier roman Judgment Day en 1962. Son deuxième roman, Death Stalk, publié neuf ans plus tard, en 1971, est adapté pour un téléfilm par Robert Day en 1975. À partir de 1974, il se consacre entièrement à l’écriture. Cette année-là, avec Pandora's Box, il commence une série ayant pour héros l'inspecteur de police Max Kauffmann et le détective privé J.T. Spanner. Tous les romans de Chastain se situent dans la ville de New York.
Les Enfants de la nuit (Nightscape), roman publié en 1982, est, selon Claude Mesplède et Jean-Jacques Schleret, « le meilleur livre de Chastain ». Ce roman raconte comment une mère, habitant un immeuble de luxe près de Central Park, se déguise en clocharde pour rechercher dans les bas-fonds de New-York sa fille disparue.
Avec l'accord des héritiers de Erle Stanley Gardner, il publie en 1989 et 1990 deux romans reprenant le personnage de l'avocat Perry Mason.
En 1992, il écrit une histoire pour un épisode de la série Les Simpson. Membre de la Mystery Writers of America, il en est le président en 1989. Il meurt en septembre 1994 d'un cancer du poumon à l'hôpital Lenox Hill de Manhattan.

## Œuvre

### Romans

#### Série Max Kauffman et J.T. Spanner
- Pandora's Box, 1974
- 911, 1976 (autre titre : The Christmas Bomber)
- Vital Statistics, 1977
- High Voltage, 1979
  - Court-jus, Série noire no 1791, 1980
- The Diamond Exchange, 1981
  - Tu manques pas d’air, Série noire no 1840, 1981

#### SériePerry Mason
- Perry Mason in the Case of Too Many Murders, 1989
  - Le Retour de Perry Mason, Série noire no 2233, 1990
- Perry Mason in the Case of the Burning Bequest, 1990
  - Perry Mason persiste et signe, Série noire no 2272, 1991

#### Autres romans
- Judgment Day, 1962
- Death Stalk, 1971
- Nightscape, 1982
  - Les Enfants de la nuit, Série noire no 1935, 1983
- Who Killed the Robins Family ? And Where and When and Why and How Did They Die ?, 1983
  - Qui a tué la famille Robins ?, Le Rocher, 1983
- Directed Verdict, 1986
- Admissible Evidence, 1990
- The Prosecutor, 1992
- Area Code 212, 1992 dans Missing in Manhattan
- Tête-à-tête, 1994 dans Justice in Manhattan

#### Roman signé Nick Carter
- Assassination Brigade, 1974

#### Romans coécrits avec Bill Adler Jr
- Revenge of the Robins Family, 1984
- The Picture Perfect Murder, 1987

#### Roman coécrit avec Helen Hayes
- Where the Truth Lies: A Novel of Glamour And Murder in Hollywood, 1988

## Filmographie

### Adaptation
- 1975 : Death Stalk, adaptation du roman homonyme réalisée par Robert Day

### Série Les Simpson (scénario original)
- 1992 : La Veuve noire, épisode 21 de la saison 3 de la série d'animation Les Simpson